# Lista de condes da Borgonha

Armas do Condado da Borgonha até ao século XIII

Armas do Condado da Borgonha após o século XIII

O Condado da Borgonha ou Franco Condado era uma casa feudal da Europa medieval, tradicionalmente vassala do Sacro Império Romano-Germânico. Tinha a capital em Dole e era uma entidade distinta do Ducado da Borgonha.

## Lista de Condes da Borgonha

### Casa de Ivrea
| # | Nome           |  | Início do governo      | Fim do governo         | Cognome(s) | Notas                                              |
| - | -------------- |  | ---------------------- | ---------------------- | ---------- | -------------------------------------------------- |
| 1 | Otão Guilherme |  | 982                    | 21 de Setembro de 1026 |            | Também duque da Borgonha.                          |
| 2 | Reinaldo I     |  | 21 de Setembro de 1026 | 3 de Setembro de 1057  |            |                                                    |
| 3 | Guilherme I    |  | 3 de Setembro de 1057  | 12 de Novembro de 1087 | O Grande   |                                                    |
| 4 | Reinaldo II    |  | 12 de Novembro de 1087 | 1097                   |            |                                                    |
| 5 | Guilherme II   |  | 1097                   | Janeiro de 1125        | O Alemão   |                                                    |
| 6 | Guilherme III  |  | Janeiro de 1125        | 1 de Março de 1127     | A Criança  |                                                    |
| 7 | Estêvão        |  | 1097                   | 27 de Maio de 1102     |            | Irmão de Reinaldo II.                              |
| 8 | Reinaldo III   |  | 27 de Maio de 1102     | 22 de Janeiro de 1148  |            |                                                    |
| 9 | Beatriz I      |  | 22 de Janeiro de 1148  | 15 de Novembro de 1184 |            | Governa conjuntamente com o seu esposo, Frederico. |

### Casa de Hohenstaufen
| #  | Nome       |  | Início do governo     | Fim do governo        | Cognome(s) | Notas                                                                                       |
| -- | ---------- |  | --------------------- | --------------------- | ---------- | ------------------------------------------------------------------------------------------- |
| 10 | Frederico  |  | 9 de Junho de 1156    | 10 de Junho de 1190   |            | Governa conjuntamente com a sua esposa, Beatriz I. Também Sacro Imperador Romano-Germânico. |
| 11 | Otão I     |  | 10 de Junho de 1190   | 13 de Janeiro de 1200 |            |                                                                                             |
| 12 | Joana I    |  | 13 de Janeiro de 1200 | 1205                  |            |                                                                                             |
| 13 | Beatriz II |  | 1205                  | 7 de Maio de 1231     |            | Irmã de Joana I. Governa conjuntamente com o seu esposo, Otão II.                           |

### Casa de Andechs
| #  | Nome     |  | Início do governo   | Fim do governo      | Cognome(s) | Notas                                                                        |
| -- | -------- |  | ------------------- | ------------------- | ---------- | ---------------------------------------------------------------------------- |
| 14 | Otão II  |  | 21 de Junho de 1208 | 7 de Maio de 1231   |            | Governa conjuntamente com a sua esposa, Beatriz II. Também Duque da Merânia. |
| 15 | Otão III |  | 7 de Maio de 1231   | 19 de Junho de 1248 |            |                                                                              |
| 16 | Adelaide |  | 19 de Junho de 1248 | 8 de Março de 1279  |            | Governa conjuntamente com os seus esposos, Hugo e Filipe I.                  |

### Casa de Ivrea
| #  | Nome |  | Início do governo | Fim do governo    | Cognome(s) | Notas                                             |
| -- | ---- |  | ----------------- | ----------------- | ---------- | ------------------------------------------------- |
| 17 | Hugo |  | 1205              | 7 de Maio de 1231 |            | Governa conjuntamente com a sua esposa, Adelaide. |

### Casa de Saboia
| #  | Nome     |  | Início do governo   | Fim do governo     | Cognome(s) | Notas                                                                     |
| -- | -------- |  | ------------------- | ------------------ | ---------- | ------------------------------------------------------------------------- |
| 18 | Filipe I |  | 11 de Junho de 1267 | 8 de Março de 1279 |            | Governa conjuntamente com a sua esposa, Adelaide. Também Conde de Saboia. |

### Casa de Ivrea
| #  | Nome     |  | Início do governo   | Fim do governo        | Cognome(s) | Notas                                                                                    |
| -- | -------- |  | ------------------- | --------------------- | ---------- | ---------------------------------------------------------------------------------------- |
| 19 | Otão IV  |  | 8 de Março de 1279  | 26 de Março de 1302   |            | Filho de Adelaide e Hugo.                                                                |
| 20 | Roberto  |  | 26 de Março de 1302 | 1315                  |            |                                                                                          |
| 21 | Joana II |  | 1315                | 21 de Janeiro de 1330 |            | Governa conjuntamente com o seu esposo, Filipe II. Também Condessa da Artois (1329-1330) |

### Dinastia Capetiana
| #  | Nome        |  | Início do governo      | Fim do governo         | Cognome(s) | Notas |
| -- | ----------- |  | ---------------------- | ---------------------- | ---------- | --- |
| 22 | Filipe II   |  | 1315                   | 3 de Janeiro de 1322   |            | Governa conjuntamente com a esposa, Joana II. Também Rei de França (1316-1322) e Conde de Poitiers (1311).                                                      |
| 23 | Joana III   |  | 21 de Janeiro de 1330  | 15 de Agosto de 1347   |            | Governa conjuntamente com o seu esposo, Odo I. Filha de Filipe II e Joana II. Também Condessa da Artois (1330-1347) e Duquesa consorte da Borgonha (1318-1347). |
| 24 | Eudo        |  | 21 de Janeiro de 1330  | 15 de Agosto de 1347   |            | Governa conjuntamente com a sua esposa, Joana III. Também Duque da Borgonha (1315-1350). Também conde de Artois.                                                |
| 25 | Filipe III  |  | 15 de Agosto de 1347   | 21 de Novembro de 1361 |            | Neto de Eudo I e Joana III. Também Duque da Borgonha (1350-1361). Também conde de Artois.                                                                       |
| 26 | Margarida I |  | 21 de Novembro de 1361 | 9 de Maio de 1382      |            | Governa sozinha. Também Condessa de Artois. |

### Casa de Dampierre
| #  | Nome         |  | Início do governo     | Fim do governo        | Cognome(s) | Notas |
| -- | ------------ |  | --------------------- | --------------------- | ---------- | --- |
| 27 | Luís         |  | 9 de Maio de 1382     | 30 de Janeiro de 1384 |            | Filho de Margarida I. Também Conde da Flandres, Conde de Nevers, Rethel e Duque de Brabante(1382-1383)                                                                                       |
| 28 | Margarida II |  | 30 de Janeiro de 1384 | 21 de Março de 1405   |            | Governa conjuntamente com o seu esposo, Filipe IV. Também Condessa da Artois (1330-1347), Condessa da Flandres, Duquesa consorte da Borgonha, Condessa de Auvergne e da Bolonha (1357-1361). |

### Casa de Valois
| #  | Nome      |  | Início do governo      | Fim do governo         | Cognome(s)  | Notas                                                                           |
| -- | --------- |  | ---------------------- | ---------------------- | ----------- | ------------------------------------------------------------------------------- |
| 29 | Filipe IV |  | 30 de Janeiro de 1384  | 27 de Abril de 1404    | O Bravo     | Governa conjuntamente com a sua esposa, Margarida II. Também duque da Borgonha. |
| 30 | João      |  | 21 de Março de 1405    | 10 de Setembro de 1419 | O Sem Medo  |                                                                                 |
| 31 | Filipe V  |  | 10 de Setembro de 1419 | 15 de Junho de 1467    | O Bom       |                                                                                 |
| 32 | Carlos I  |  | 15 de Junho de 1467    | 5 de Janeiro de 1477   | O Temerário |                                                                                 |
| 33 | Maria     |  | 5 de Janeiro de 1477   | 27 de Março de 1482    | A Rica      | Casou-se com Maximiliano I, que governou o condado em conjunto com a esposa.    |

### Casa de Habsburgo
| #  | Nome                 |  | Início do governo      | Fim do governo         | Cognome(s)    | Notas |
| -- | -------------------- |  | ---------------------- | ---------------------- | ------------- | --- |
| 34 | Maximiliano          |  | 5 de Janeiro de 1477   | 27 de Março de 1482    |               | Esposo e Co-governante de Maria. Também Sacro Imperador Romano-Germânico.                                                                                  |
| 35 | Filipe VI            |  | 27 de Março de 1482    | 25 de Setembro de 1506 | o Belo        | |
| 36 | Carlos II            |  | 25 de Setembro de 1506 | 16 de Janeiro de 1556  |               | Dividiu o seu Império: deu para Filipe II os Países Baixos, as Coroas de Castela, Aragão, e Sicília e a Borgonha; o Sacro Império foi dado para Fernando I |
| 37 | Filipe VII           |  | 16 de Janeiro de 1556  | 13 de Setembro de 1598 | O Prudente    | |
| 38 | Isabel Clara Eugénia |  | 13 de Setembro de 1598 | 13 de Julho de 1621    |               | |
| 39 | Alberto de Áustria   |  | 13 de Setembro de 1598 | 13 de Julho de 1621    | O Pio         | Esposo e co-governante de Isabel Clara Eugénia. |
| 40 | Filipe VIII          |  | 31 de março de 1621    | 17 de Setembro de 1665 | O Grande      | Filipe III de Portugal; durante o seu reinado ocorreu a Restauração Portuguesa                                                                             |
| 41 | Carlos II            |  | 17 de Setembro de 1665 | 19 de Setembro de 1678 | O Amaldiçoado | Não deixou herdeiros. |

Em 1678, o Condado da Borgonha passa para o Rei Louis XIV de França pelo Tratado de Nijmegen.